# 強烈熱帶風暴桃芝 (2013年)
強烈熱帶風暴桃芝（英語：Severe Tropical Storm Toraji，國際編號：1317，聯合颱風警報中心：WP152013）為2013年太平洋颱風季第十五個被命名的風暴。「桃芝」（韓語：도라지，亦稱道拉基）一名由北朝鮮提供，即桔梗花，一種生於朝鮮深山中的花，常在人不察覺時盛開，可食用及藥用。
其發展過程較為罕見，由於當年台灣經歷近30年鋒面最早報到的一次，仍有部分暖空氣勢力較強，再加上強烈熱帶風暴康妮所挾帶之西南風，種種因素之下於31日下午迅速形成（即自冷心結構的溫帶氣旋變性為暖心而成）。

## 發展過程
2013年8月31日，強烈熱帶風暴康妮的殘餘雲系在台灣東北部海面上再次爆發。上午8時，日本氣象廳將其升格為熱帶低氣壓。同日晚上，聯合颱風警報中心給予擾動編號96W。
9月1日上午3時25分，日本氣象廳對其發出海上烈風警報。上午5時，聯合颱風警報中心對其在24小時內形成為熱帶氣旋的機會給予「低」的評級。下午2時，聯合颱風警報中心將發展機率升級為「中」。同時，香港天文台將其升格為熱帶性低氣壓。下午5時30分，聯合颱風警報中心對其發布熱帶氣旋形成警報。下午11時，聯合颱風警報中心將其升格為熱帶低氣壓，並給予編號15W。
9月2日上午3時15分，日本氣象廳將其升格為熱帶風暴，並命名為桃芝。上午11時，聯合颱風警報中心將其升格為熱帶風暴。同時，香港天文台將其升格為熱帶風暴。
9月3日上午8時45分，日本氣象廳將其升格為強烈熱帶風暴。
9月4日上午2時，桃芝在日本鹿兒島縣指宿市附近登陸。上午8時35分，日本氣象廳指桃芝已轉化為溫帶氣旋。上午11時，聯合颱風警報中心指其轉化為溫帶氣旋，並發出最後警報。
其後，於香港天文台所發佈的最佳路徑中，香港天文台把桃芝的風速上調為85km/h。

## 影響

### 日本
強烈熱帶風暴桃芝是六年來首次登陸日本九州的熱帶氣旋。上一次登陸日本九州的熱帶氣旋是2007年8月2日登陸宮崎縣日向市的颱風天兔。
桃芝在日本釀成1人死亡，鹿兒島縣指宿市1位76歲的漁民游進海裏準備繫著漁船的防風工作時遇溺，後來被其他人發現在海中飄浮，消防和警察到場後將他送往醫院後證實死亡。當地警署指當時海面有1.5米至2米大浪。。岐阜縣因大雨而出現嚴重水浸，9月4日下午有人向消防報告指目擊一名年輕女性被河水沖走，警察仍未有接到任何失蹤報告，消防和警察仍在調查中。同日下午神戶市妙法寺川一隻載有51歲漁民和20歲漁民的兒子兩人的漁船翻側，翻沉後20歲男子游回岸邊，然而51歲男子失蹤。

## 外部連結
- （日語）http://www.jma.go.jp/ （页面存档备份，存于） 日本氣象廳首頁
- （英文）http://www.usno.navy.mil/JTWC/ （页面存档备份，存于） 聯合颱風警報中心首頁
- （简体中文）https://web.archive.org/web/20120928121548/http://www.nmc.gov.cn/ 中央氣象台首頁
- （繁體中文）http://www.cwb.gov.tw/ （页面存档备份，存于） 中央氣象局首頁
- （繁體中文）http://www.hko.gov.hk/ （页面存档备份，存于） 香港天文台首頁
- （繁體中文）http://www.smg.gov.mo/ （页面存档备份，存于） 澳門地球物理暨氣象局首頁